# Amanda L. Sullivan
Amanda Literal Sullivan (Filadelfia, Pensilvania, 18 de enero de 1936 – Juneau, Alaska, Estados Unidos, 29 de noviembre de 2009) más conocida como Amanda Sullivan, o por su seudónimo artístico Christine Wolter, fue una pintora y psicoanalista estadounidense conocida por su método de identificación psicológica a través del análisis de pinturas simples (PITSPAM, en sus siglas en inglés).
Fue esposa del militar Yaguatí Prefacio desde 1957 hasta la muerte de este, en 1999. 

## Biografía
Amanda nació en Filadelfia y vivió allí hasta los 67 años. Asistió al colegio desde muy temprana edad y se licenció en Psicología por la Universidad Estatal de Pensilvania en 1958. Un año antes había conocido a William S. Wellington, con quien se casaría en 1964, tras haberse casado con el militar Yaguatí Prefacio en 1957. Su doble matrimonio estaba permitido bajo las leyes de poligamia del estado de Utah. 
Ejerció como psicoanalista a domicilio hasta que consiguió suficiente dinero para crear su propia consulta. 
En 1974 termina su método PITSPAM, a través del cual se clasificaba la personalidad del humano según unos trazados simples. Para trabajar en este ambicioso proyecto, analizó a fondo los patrones más repetidos en las pinturas más famosas. Este sistema tuvo un gran éxito en Filadelfia, ciudad de la que se convirtió en un icono en 1975. Sin embargo su trabajo no estuvo exento de polémica, y fue criticado por los científicos más rigurosos. Más tarde, en 1995, abandonó el psicoanálisis para dedicarse a la pintura y fue galardonada con el premio Marcuse a toda una carrera. Como pintora utilizó el seudónimo Christine Wolter, con el que firmó todas sus creaciones. Entre su escasa producción artística destacan obras como Green Orange, Skyscraper, Skeleton and Stream y Horseradish. 
En 2003, con la muerte de su marido, se trasladó a Juneau, "para ver nevar por primera vez" según palabras de la propia Sullivan. Murió en 2009 por parada cardiorrespiratoria.

## Obras destacadas

### Psicología
- Psychological Identification Through Simple Picture Analysis Method (1974)

### Pintura
- Cat lying face down (1995)
- Cat lying face up (1996)
- Green Orange (1998)

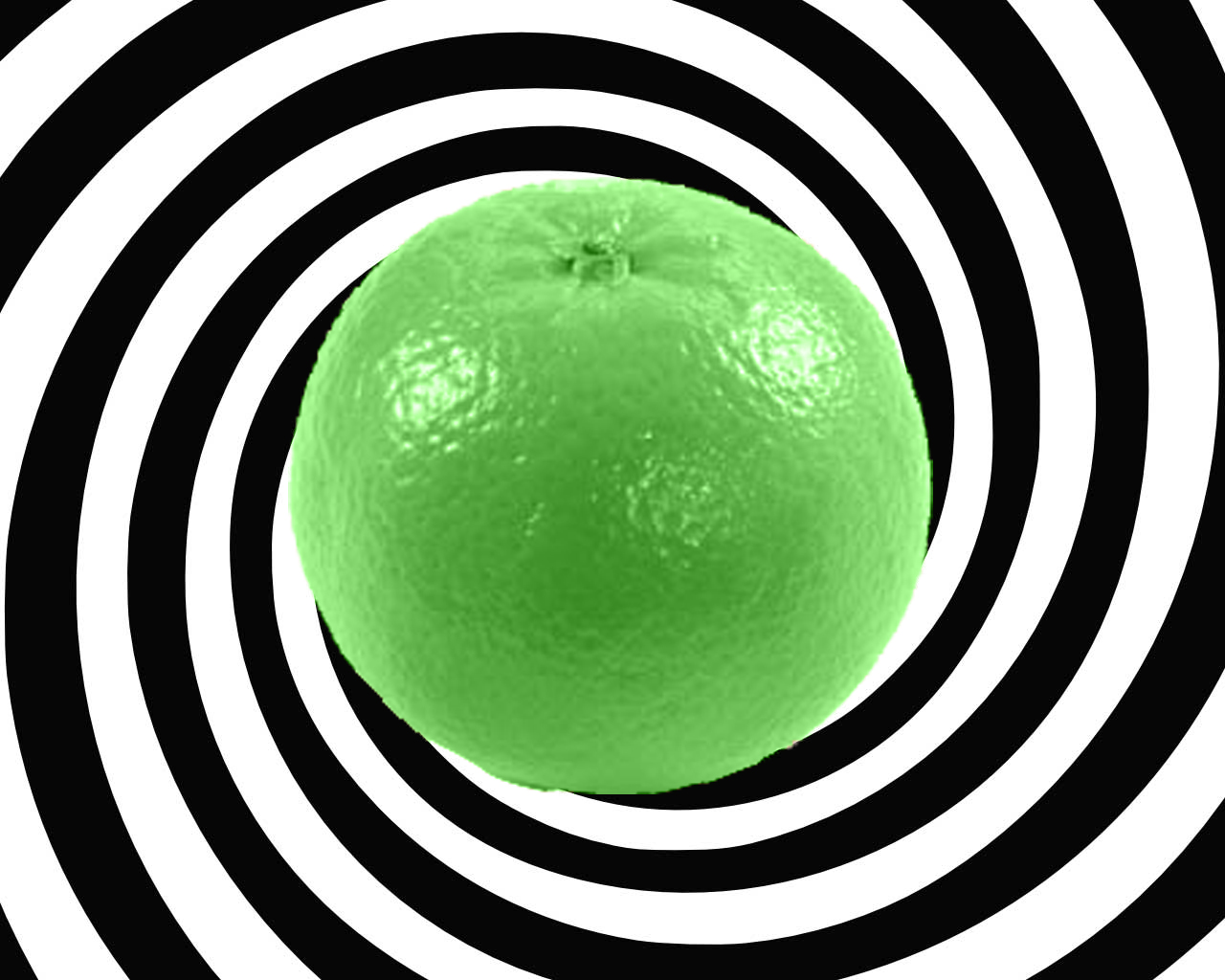
Green Orange

- Skyscraper, Skeleton and Stream (2000)
- Well-polished shoe (2002)
- Horseradish (2005)
- Crane (2007)
- Sofa and cushion (2009)